# Проспект Тірадентіс
Проспект Тірадентіс (порт. Avenida Tiradentes) — один з головних проспектів Сан-Паулу, що починається від Станції Луз та продовжується до дороги Маргінал-Тіете, його продовження далі має назву проспекту Престіса Маї. Будівництво проспекту почалося за наказом Антоніу да Сілва Праду, першого мера (префекта) міста.

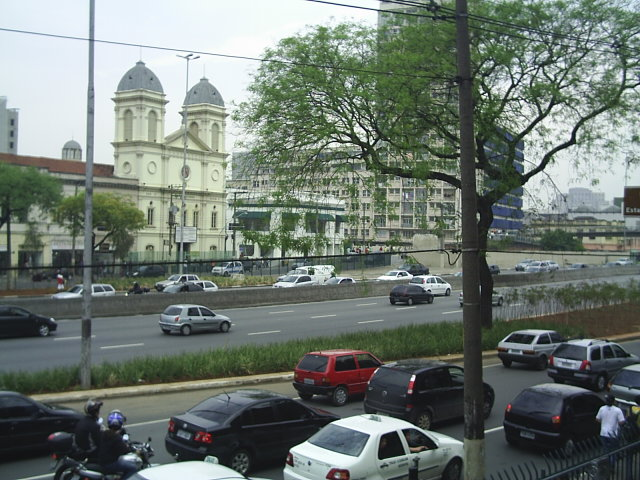
Проспект Тіранедтіс, вид від Пінакотеки Штату.

Рахуючи від станції Луз уздовж проспекту знаходяться Пінакотека-ду-Естаду, парк Луз, площа полковника Фернанду Престіса, Музей священного мистецтва Сан-Паулу (раніше Конвенту-да-Луз), штаб-квартира телекомпанії TV Cultura, Технологічний коледж Сан-Паулу (FATEC-SP), розташованого у східній частині комплексу кількох інститутів. Колись на місті коледжу знаходилася Політехнічна школа університету Сан-Паулу, що в 1973 році була перенесена до округу Бутантан.
Тукож до проспекту мають віхід 3 станції Лінії 1 метро Сан-Паулу: Луз, Тірадентіс і Арменія.
| Бразилія | Це незавершена стаття з географії Бразилії. Ви можете допомогти проєкту, виправивши або дописавши її. |